# Krystyna Dąbrowska
Krystyna Dąbrowska (nascida em 5 de dezembro de 1973) é uma enxadrista polonesa com o título de Grande Mestre Feminina (WGM). 
Ela venceu o Campeonato Mundial Feminino Sub-16 de Xadrez Juvenil em 1989.
Em 1992 ela venceu o Campeonato Mundial Júnior Feminino de Xadrez, marcando 10,5/13. No mesmo ano, venceu Campeonato Polonês Feminino de Xadrez.